# Albert Geerlings
Albert Geerlings (Oldehove, 9 januari 1878 – Leiden, 12 januari 1987) was vanaf 20 mei 1984 de oudste levende man van Nederland, na het overlijden van Pieter Zaaijer. Hij heeft deze titel 2 jaar en 237 dagen gedragen.
Geerlings overleed op de leeftijd van 109 jaar en 3 dagen. Zijn opvolger was Jan Machiel Reyskens.